# سندرم شوک سمی
سندرم شوک سمی (TSS) یا شوک توکسیک (به انگلیسی: Toxic shock syndrome)یک بیماری ناشی از سموم باکتریایی است. علائم آن ممکن است شامل تب، بثورات پوستی، پوست پوستی‌شدن و فشار خون پایین باشد. همچنین ممکن است نشانه‌های مربوط به عفونت خاص زمینه‌ای مانند ورم پستان، عفونت استخوان، التهاب غلاف نکروزان یا سینه‌پهلو نیز بروز کند.
TSS به‌وسیله باکتریهای نوع استرپتوکوک پیوژنز یا استافیلوکوکوس اورئوس ایجاد می‌شود. سندرم شوک سمی استرپتوکوکی، گاهی با عنوان سندرم سمی شوک‌مانند (TSLS) شناخته می‌شود. مکانیزم عمومی این بیماری شامل تولید سوپرآنتی‌ژن‌ها است که در طی یک عفونت استرپتوکوکی مهاجم یا عفونت استافیلوکوکی موضعی اتفاق می‌افتد. استفاده از تامپون‌ها یکی از علل رایج عفونت استافیلوکوکی است که باعث ضایعات پوستی در کودکان می‌شود. تشخیص این بیماری معمولاً بر اساس علائم انجام می‌شود.

## علائم و نشانه‌ها
علائم سندرم شوک سمی (TSS) به علت اصلی آن بستگی دارد. TSS ناشی از عفونت باکتری استافیلوکوکوس اورئوس معمولاً با علائم و نشانه‌هایی از قبیل تب بالا، فشار خون پایین، اختلال خواب و سردرگمی همراه است که می‌تواند به سرعت به گیجی، کما و نارسایی‌های متعدد منتهی شود. بثورات مشخصه که اغلب در اوایل بیماری مشاهده می‌شود، شبیه آفتاب سوختگی است و می‌تواند هر منطقه‌ای از بدن شامل لب‌ها، دهان، چشم‌ها، کف دست‌ها و پاها را شامل شود. در بیمارانی که در مرحله اولیه عفونت قرار میگیرند، بثورات پس از ۱۰ تا ۲۱ روز خیس (آبدار) میشوند.
در مقابل، STSS ناشی از باکتری استرپتوکوک پیوژنز، یا TSLS، به‌طور معمول در افراد مبتلا به عفونت‌های پوستی باکتریایی پدیدار می‌شود. این افراد اغلب درد شدید در محل عفونت پوستی را تجربه می‌کنند و پس از آن، پیشرفت سریع علائم همان‌طور که در بالا برای TSS شرح داده شده رخ می‌دهد. در مقایسه با TSS ناشی از استافیلوکوک، TSS استرپتوکوکی اغلب شامل یک آفتاب سوختگی است.

## تشخیص
برای سندرم شوک استافیلوکوکی، تشخیص بر اساس معیارهای CDC تعریف شده‌است که به شرح زیر است:
1. دمای بدن> ۳۸٫۹ درجه سلسیوس (۱۰۲٫۲ درجه فارنهایت)
2. فشار خون کمتر از ۹۰ میلی‌متر جیوه
3. علائم پوستی پراکنده
4. پوست پوستی‌شدن (به خصوص در کف دست و پا) ۱ تا ۲ هفته پس از شروع
5. درگیرشدن سه ارگان یا بیشتر:
  - دستگاه گوارش (استفراغ، اسهال)
  - عضلات: درد ماهیچه شدید یا سطح کراتین فسفوکیناز حداقل دو برابر میزان معمول.
  - کم خونی غشای مخاط (واژینال، دهان و مفاصل)
  - نارسایی کلیه (کراتینین> ۲ برابر حد طبیعی)
  - التهاب کبدی (بیلی روبین، AST یا ALT ۲ برابر حد طبیعی)
  - تعداد پلاکتهای پائین (شمارش پلاکتی <۱۰۰٬۰۰۰ / میلی‌متر)
  - درگیری سیستم عصبی مرکزی (سردرگمی بدون یافته‌های عصبی مرکزی)
6. نتایج منفی:
  - کشت خون، گلو و CSF برای باکتری‌های دیگر (علاوه بر S. aureus)
  - سرولوژی منفی عفونت ریکتیسا، لپتوسپیروز و سرخک

موارد مختلف به شرح زیر طبقه‌بندی می‌شوند:
- تاییدشده: تمام شش علامت فوق را دارد (مگر اینکه بیمار می‌میرد قبل از اینکه خشکی پوست بگیرد) پوستری دربارهٔ بیماری شوک سمی در سال ۱۹۸۵

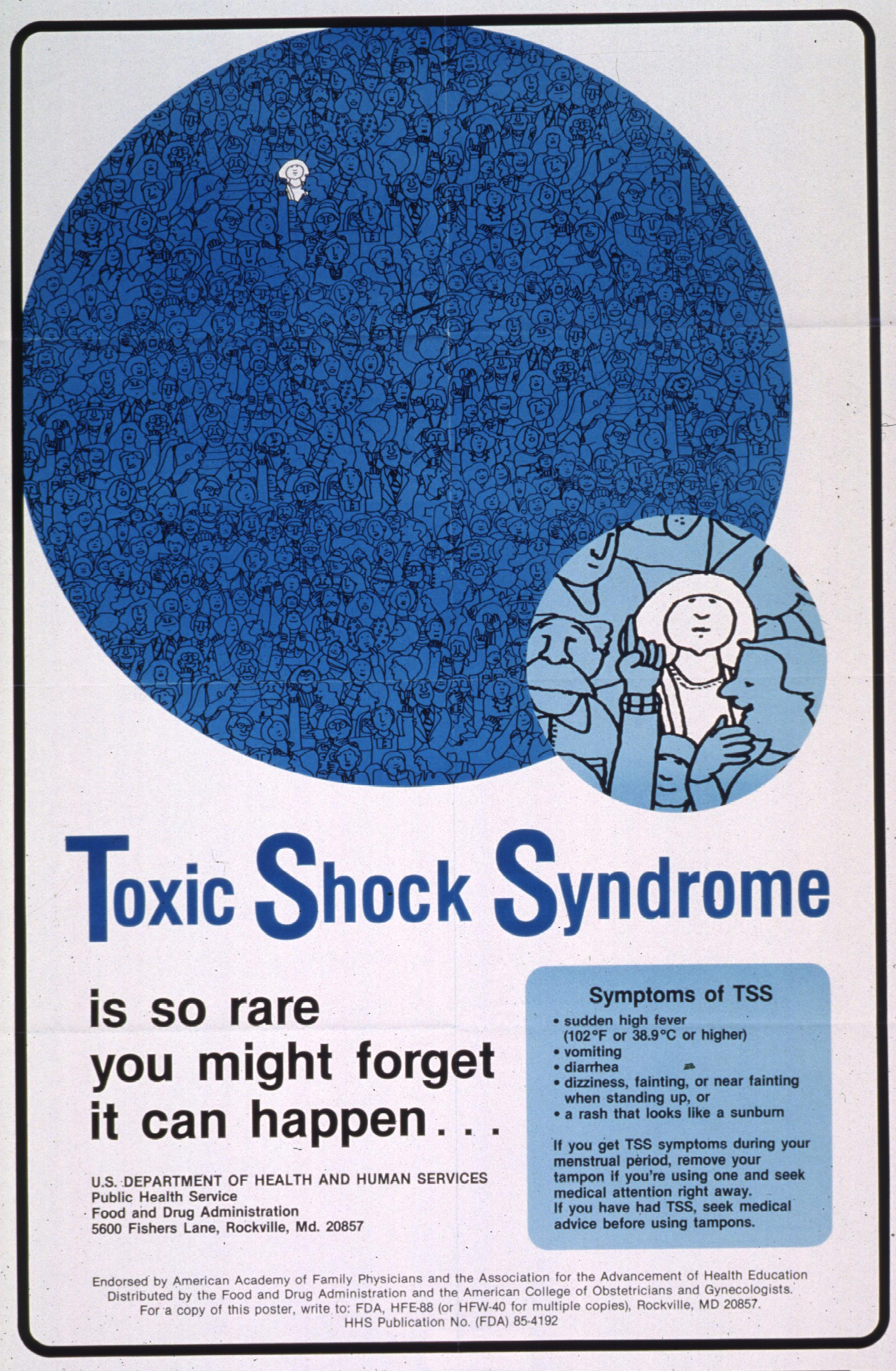
پوستری دربارهٔ بیماری شوک سمی در سال ۱۹۸۵

- احتمال: پنج مورد از شش علامت فوق را نشان می‌دهد.

## درمان
این بیماری اغلب با بستری در بیمارستان قابل درمان است. اغلب بیماران در بخش مراقبت‌های ویژه به منظور مراقبت‌های حمایتی (برای مدیریت مایع تهاجمی، تهویه، درمان جایگزینی کلیه و حمایت درونی) به ویژه در موارد نارسایی چندگانه اندام‌ها ضروری است. درمان شامل حذف یا تخلیه منبع عفونت است که اغلب تامپون و تخلیه آبسه است.
درمان آنتی‌بیوتیکی باید هر دو عامل استرپتوکوک و استافیلوکوک را پوشش دهد. ترکیبی از سفالوسپورین‌ها، پنی‌سیلین‌ها یا وانکومایسین ممکن است برای درمان استفاده شود. همچنین اضافه کردن کلیندامایسین یا جنتامایسین باعث کاهش تولید سم و مرگ و میر می‌شود.

## پیش‌بینی
اگر بیمار در روند درمانی مناسب قرار گیرد، معمولاً در دو تا سه هفته بهبود می‌یابد. اگرچه که این وضعیت می‌تواند در عرض چند ساعت به مرگ منجر شود.